# 井上和香
井上和香（日语：／ Inoue Waka，1980年5月13日—）是日本的女演员、艺人、原写真偶像。本名不公开。爱称是waka派、和香酱。东京都出身。所属INCENT。日出女子学园高中毕业。母亲是原女演员嵯峨京子。

## 生平
应聘演艺事务所“Incent”后，进入演艺圈。
2002年10月，在月刊杂志『BOMB』(学习研究社)凹版相片初次亮相。
2003年，荣获“第41届金箭奖图表奖”。另外，还被选为“Nittelegenic2003”。在该成员中是唯一一位二十多岁且最年长的人。
2004年的舞台剧《SAY YOU KIDS 〜20th Century BOX〜》为井上和香首部影视剧作品，还出演了连续剧《WATER BOYS2》和电影《猿飞佐助II〜暗之军团〜》。2006年，在《黑色太阳》（朝日电视台）中担任连续剧女主角的演员。2008年，首次主演《哥拉松de哈密瓜》。
2012年5月13日生日时，她与电影导演飯塚健结婚。2015年7月18日，生下第一个孩子。

## 人物
母亲是原女演员嵯峨京子（2014年逝世）。父亲是日式酒家的厨师。
兴趣是高尔夫、卡拉OK、读书。特长是游泳、烹饪（特别是日本料理）、电脑打字机。是创作歌手aiko的粉丝。从高中的时候起，她亦是西川贵教的爱好者。不过，井上和香本人称见面的时候态度却很冷淡。
胸罩尺寸是F罩杯（日本、台湾标准）。因这个特征被称为「waka派」。嘴巴扁扁的，总是会被他人觉得像河童，再加上胸罩尺寸的事，被西川贵教称呼为「色情杂志」。可是当时井上称“不是色情杂志！因为头上没有盘子”。
初次亮相当时也被称为「日制梦露」。这是因为当时的三围（90-60-90）和美国女演员玛丽莲·梦露相同，这个称呼是由小堺一機提出的，但实际上，小堺却把梦露的尺寸记错了。
出道前在牛肉盖浇饭店打工。喜欢的运动是游泳，不过，井上和香没有比基尼，故声称“在别人面前穿游泳衣会害羞。只在工作中穿过比基尼。私自去游泳的时候，在学校泳衣上面穿了T恤和短”。
不过，井上和香还声称“游泳衣是我的原点。如果有希望的话也做泳衣的工作”。
职业棒球方面，是的读卖巨人队的忠实球迷。特别是阿部慎之助捕手的大粉丝。怀孕期间首次参演的作品是由其丈夫导演的《REPLAY & DESTROY》。